# Cricotopus obscurifuscus
Cricotopus obscurifuscus är en tvåvingeart som beskrevs av James E. Sublette 1971. Cricotopus obscurifuscus ingår i släktet Cricotopus och familjen fjädermyggor.
Artens utbredningsområde är Kalifornien. Inga underarter finns listade i Catalogue of Life.